# Кауаї
О́стрів Ка́уаї (англ. Kauai) — четвертий за розміром і найстарший з основних острів Гавайського архіпелагу.

## Географія
Площа острова Кауаї становить приблизно 1 430 км². Острів розташований за 170 км на північний захід від острова Оаху й відділений від нього протокою Кауаї (англ. Kauai Channel).
Найвища вершина на цьому гористому острові має назву Кавайкіні (англ. Kawaikini), її висота досягає 1 598 м над рівнем моря. Друга за нею вершина  Вай-але-але (англ. Wai’ale’ale), вона розташована поблизу центра острова і має висоту 1 570 м.
Східний бік гори Вай-але-але — одне з найвологіших місць на Землі, середньорічна кількість опадів тут становить 11 680 мм.

### Клімат
Гора знаходиться в зоні, котра характеризується мусонним кліматом. Найтепліший місяць — вересень із середньою температурою 23.7 °C (74.6 °F). Найхолодніший місяць — січень, із середньою температурою 21 °С (69.8 °F).
| Клімат Вай-але-але (на висоті 1,57 км) | Клімат Вай-але-але (на висоті 1,57 км) | Клімат Вай-але-але (на висоті 1,57 км) | Клімат Вай-але-але (на висоті 1,57 км) | Клімат Вай-але-але (на висоті 1,57 км) | Клімат Вай-але-але (на висоті 1,57 км) | Клімат Вай-але-але (на висоті 1,57 км) | Клімат Вай-але-але (на висоті 1,57 км) | Клімат Вай-але-але (на висоті 1,57 км) | Клімат Вай-але-але (на висоті 1,57 км) | Клімат Вай-але-але (на висоті 1,57 км) | Клімат Вай-але-але (на висоті 1,57 км) | Клімат Вай-але-але (на висоті 1,57 км) | Клімат Вай-але-але (на висоті 1,57 км) |
| Показник                               | Січ.                                   | Лют.                                   | Бер.                                   | Квіт.                                  | Трав.                                  | Черв.                                  | Лип.                                   | Серп.                                  | Вер.                                   | Жовт.                                  | Лист.                                  | Груд.                                  | Рік                                    |
| Абсолютний максимум, °C                | 26,6                                   | 27,3                                   | 28,5                                   | 26,4                                   | 27,9                                   | 27,7                                   | 28,1                                   | 28,4                                   | 28,7                                   | 28,6                                   | 27,7                                   | 27,3                                   | 28,7                                   |
| Середній максимум, °C                  | 25,5                                   | 25,4                                   | 25,3                                   | 25,7                                   | 26,3                                   | 26,9                                   | 27,3                                   | 27,6                                   | 27,2                                   | 26,1                                   | 25,2                                   | 26,1                                   | 26,8                                   |
| Середня температура, °C                | 21                                     | 21,2                                   | 21,4                                   | 21,6                                   | 22                                     | 22,7                                   | 23,3                                   | 23,6                                   | 23,7                                   | 23,4                                   | 22,6                                   | 21,6                                   | 22,3                                   |
| Норма опадів, мм                       | 629                                    | 626                                    | 692                                    | 1200                                   | 720                                    | 778                                    | 911                                    | 832                                    | 613                                    | 807                                    | 923                                    | 765                                    | 9495                                   |
| Днів з опадами                         | 20                                     | 17                                     | 20                                     | 26                                     | 27                                     | 27                                     | 29                                     | 29                                     | 27                                     | 27                                     | 21                                     | 21                                     | 291                                    |
| -------------------------------------- | -------------------------------------- | -------------------------------------- | -------------------------------------- | -------------------------------------- | -------------------------------------- | -------------------------------------- | -------------------------------------- | -------------------------------------- | -------------------------------------- | -------------------------------------- | -------------------------------------- | -------------------------------------- | -------------------------------------- |
| Джерело: Weatherbase                   |                                        |                                        |                                        |                                        |                                        |                                        |                                        |                                        |                                        |                                        |                                        |                                        |                                        |

Острів має військовий полігон, з якого, зокрема, виконують старти космічних ракет.